# Subcetate
Subcetate es una comuna ubicada en el distrito de Harghita, Rumania.

## Superficie
Cuenta con una superficie de 51,66 kilómetros cuadrados.

## Demografía
Hasta 2021 la población era de 1684 habitantes, con una densidad de población de 32,60 habitantes por kilómetro cuadrado.